# Famille des Carmenets
La famille des Carmenets est un groupe de cépages de vigne Vitis vinifera. Ces cépages étant d'abord réunis par leurs caractères communs, il a par la suite été prouvé qu'ils avaient un ancêtre commun. 

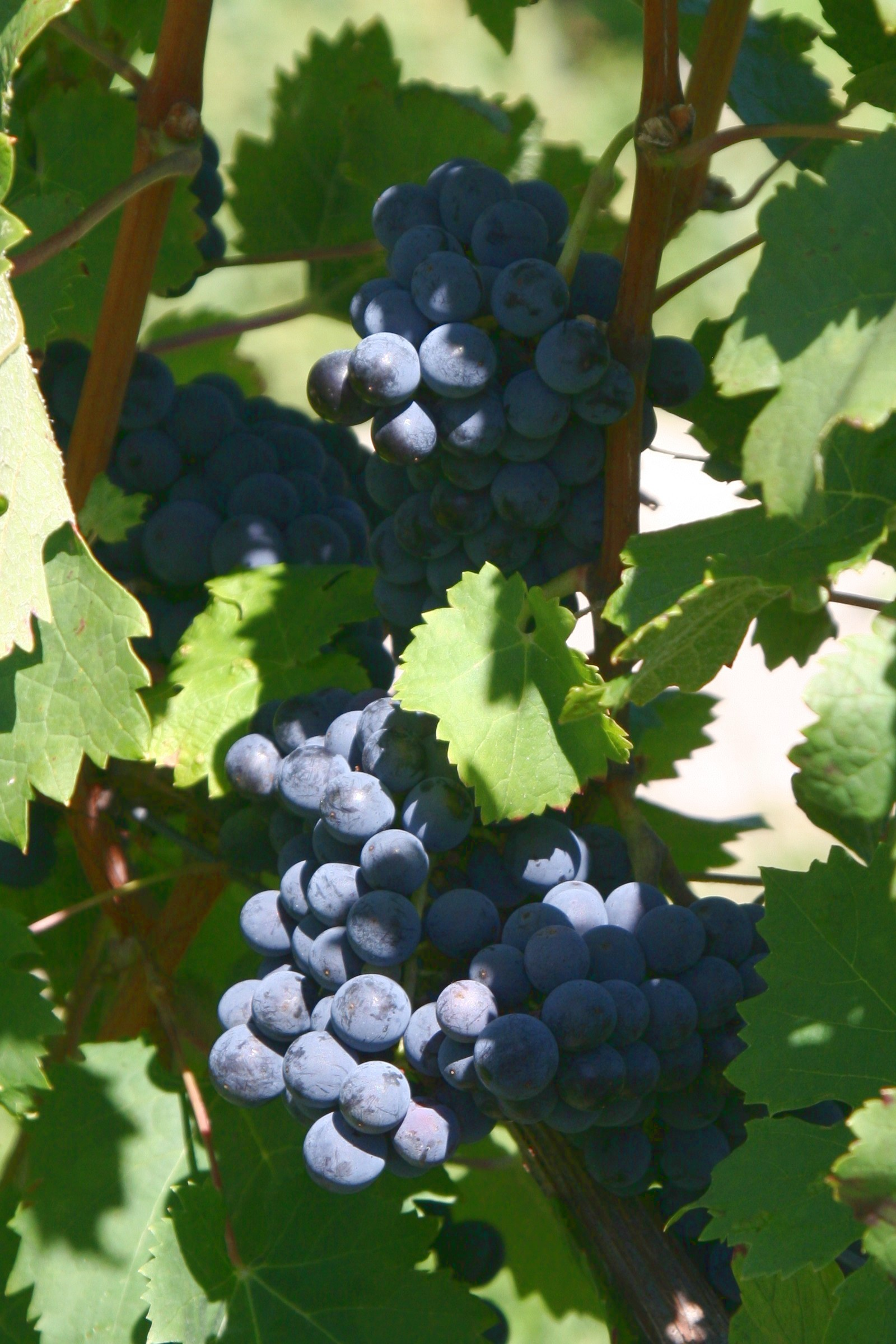
Cabernet franc

## Origine
D'après Guy Lavignac les carmenets viendraient du Pays basque espagnol. En 1994, Combret, un ampélographe, a trouvé une lambrusque sauvage qui présente des ressemblances fortes avec une vigne décrite dans l'Antiquité, l'acheria. Cette vigne sauvage a traversé les Pyrénées pour donner une population dans le sud-ouest de la France. Strabon, Pline puis Columelle vont découvrir Burdigala et parler de culture de la vigne. Columelle cite même le biturica, cépage des Bituriges. Il est aujourd'hui admis que ce biturica est le cabernet franc ou son proche ancêtre. Les populations trouvées dans les Landes de Gascogne, le Béarn ou dans le vignoble de Bordeaux montrent une grande diversité génétique.
Au Moyen Âge, les pèlerins de retour de Saint-Jacques-de-Compostelle vont ramener en France un cousin du cabernet franc, le fer servadou. La superposition de la carte des chemins de Saint Jacques avec celle de la diffusion du fer est frappante.
À partir de ces deux importations, des mutations génétiques et des semis de pépins vont agrandir la famille. La carménère et le merlot vont apporter des arômes plus civilisés avant que les amours du cabernet franc et du sauvignon ne donnent un pépin à la descendance florissante, le cabernet sauvignon.

## Caractéristiques ampélographiques communes
- Leur bourgeonnement est blanc à liseré rouge.
- Les grappes ne grossissent qu'après véraison.
- Le raisin puis le vin ont un goût sauvage caractéristique, en particulier pour le cabernet sauvignon, le fer servadou et le sauvignon. Des études importantes ont été menées pour caractériser ces arômes et leurs précurseurs, preuve de leur originalité. Ce sont aussi des cépages à acidité moyenne à importante.

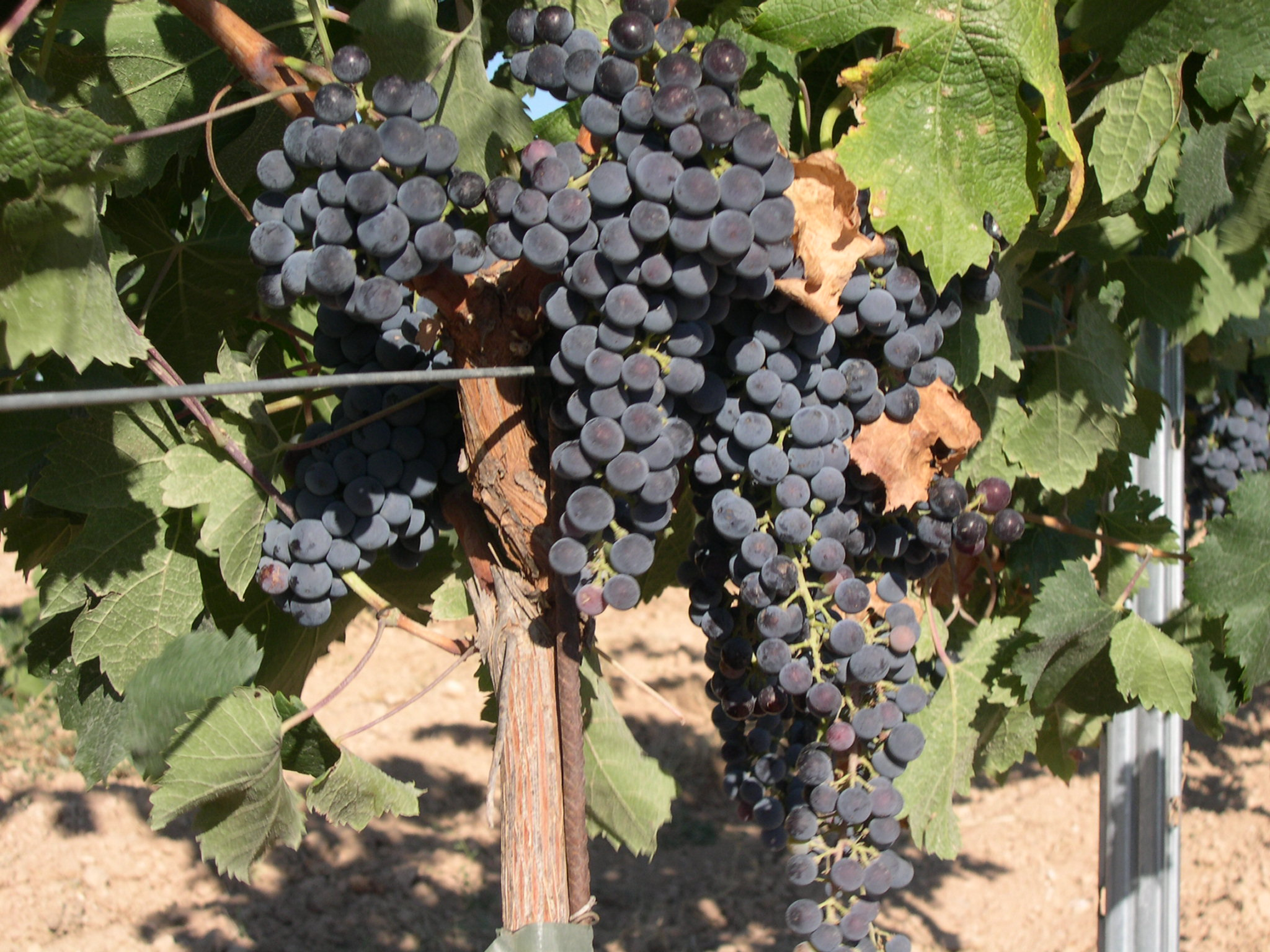
Merlot

## Cépages de la famille
- Arrouya
- Cabernet franc
- Cabernet sauvignon issu du croisement de cabernet franc et sauvignon blanc.
- Carménère issu du croisement de cabernet franc et gros cabernet, lui-même issu de fer servadou et de hondarribi beltza.
- Castets
- Fer servadou
- Merlot issu du croisement de cabernet franc et Magdeleine noire des Charentes
- Merlot blanc issu du croisement de le merlot noir et la folle blanche.
- Petit verdot
- Saint Macaire

## Photos

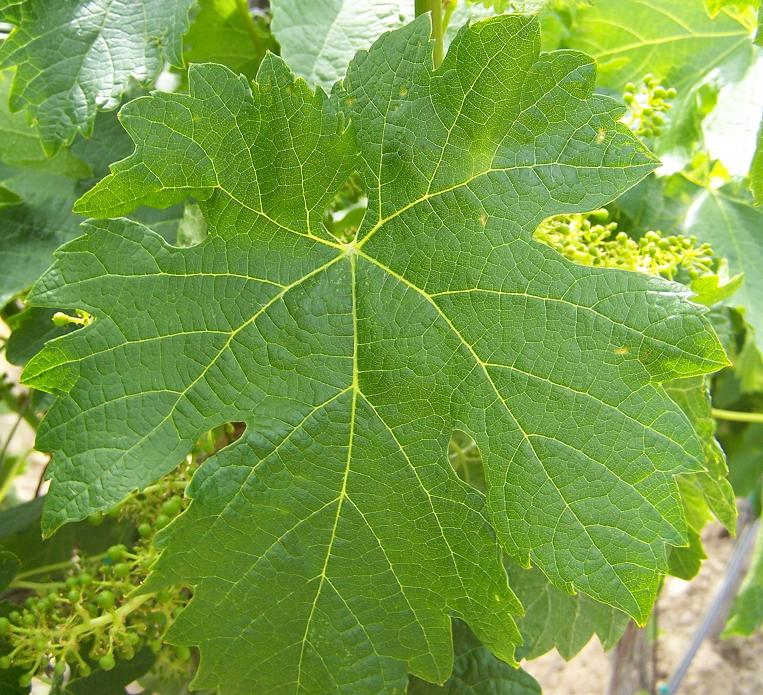
Feuille de merlot
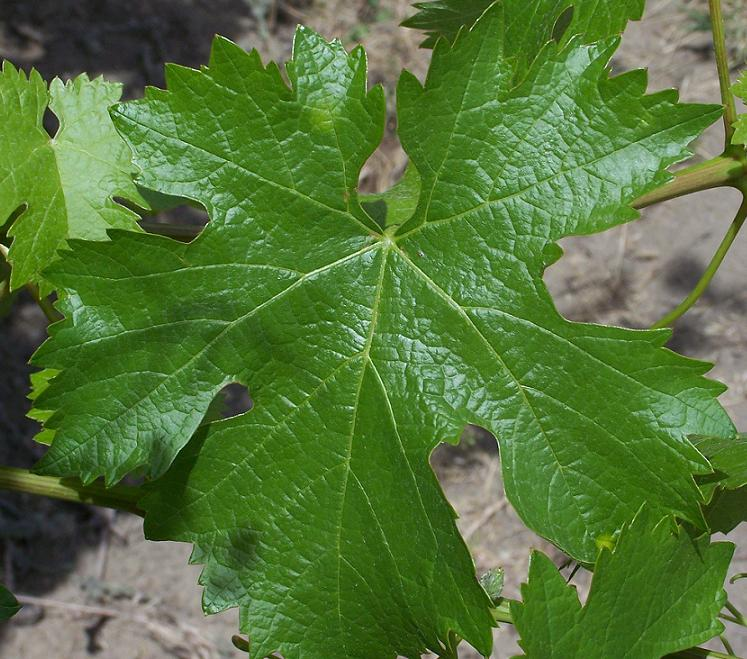
Feuille de cabernet franc N
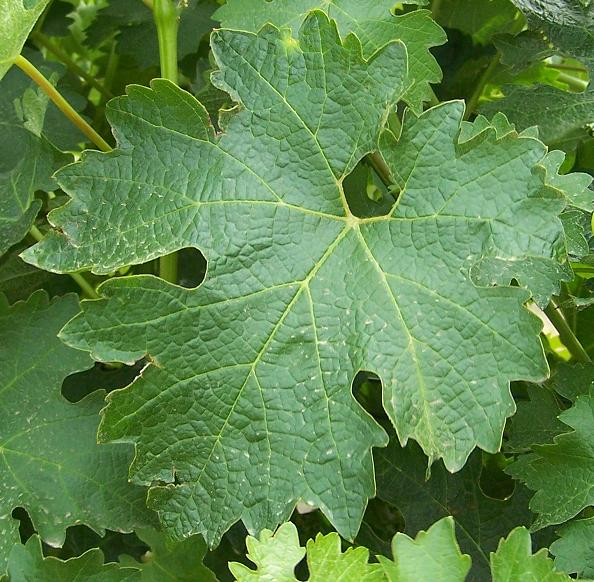
Feuille de cabernet sauvignon N
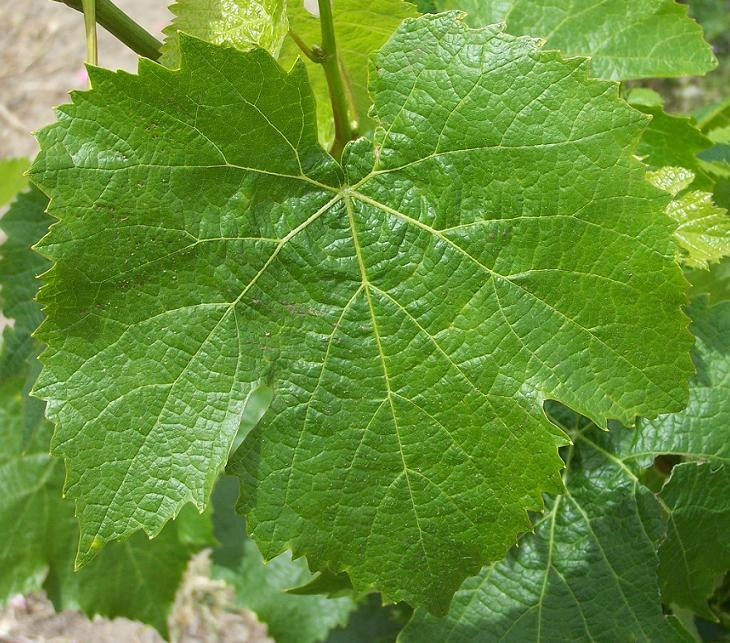
Feuille de petit verdot
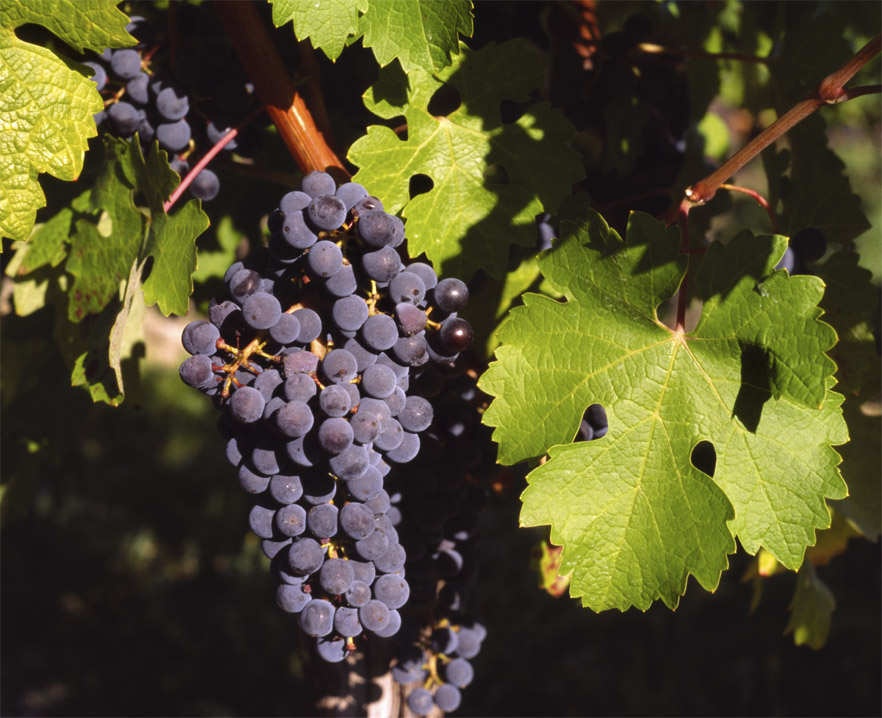
Cabernet sauvignon N
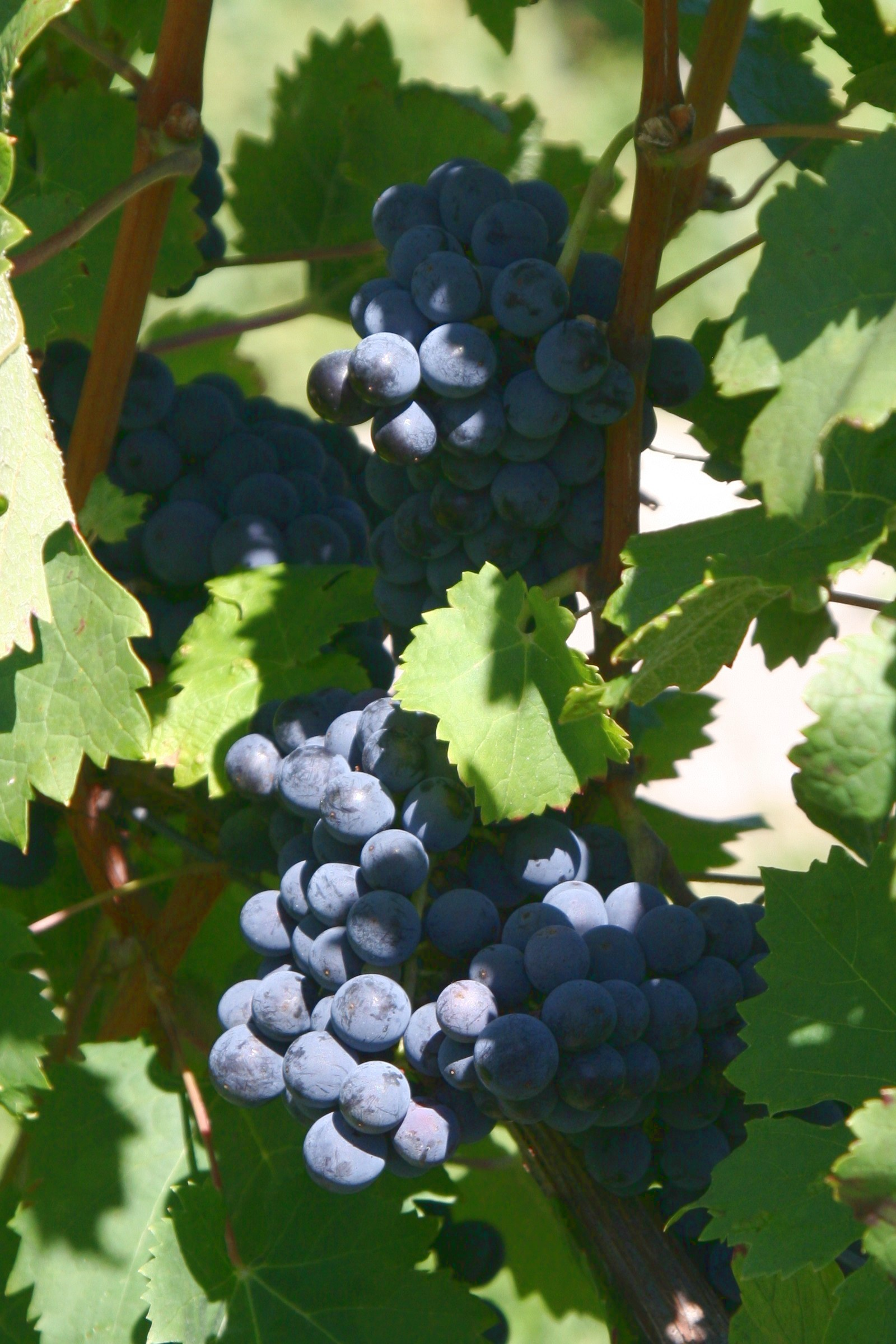
Cabernet franc N
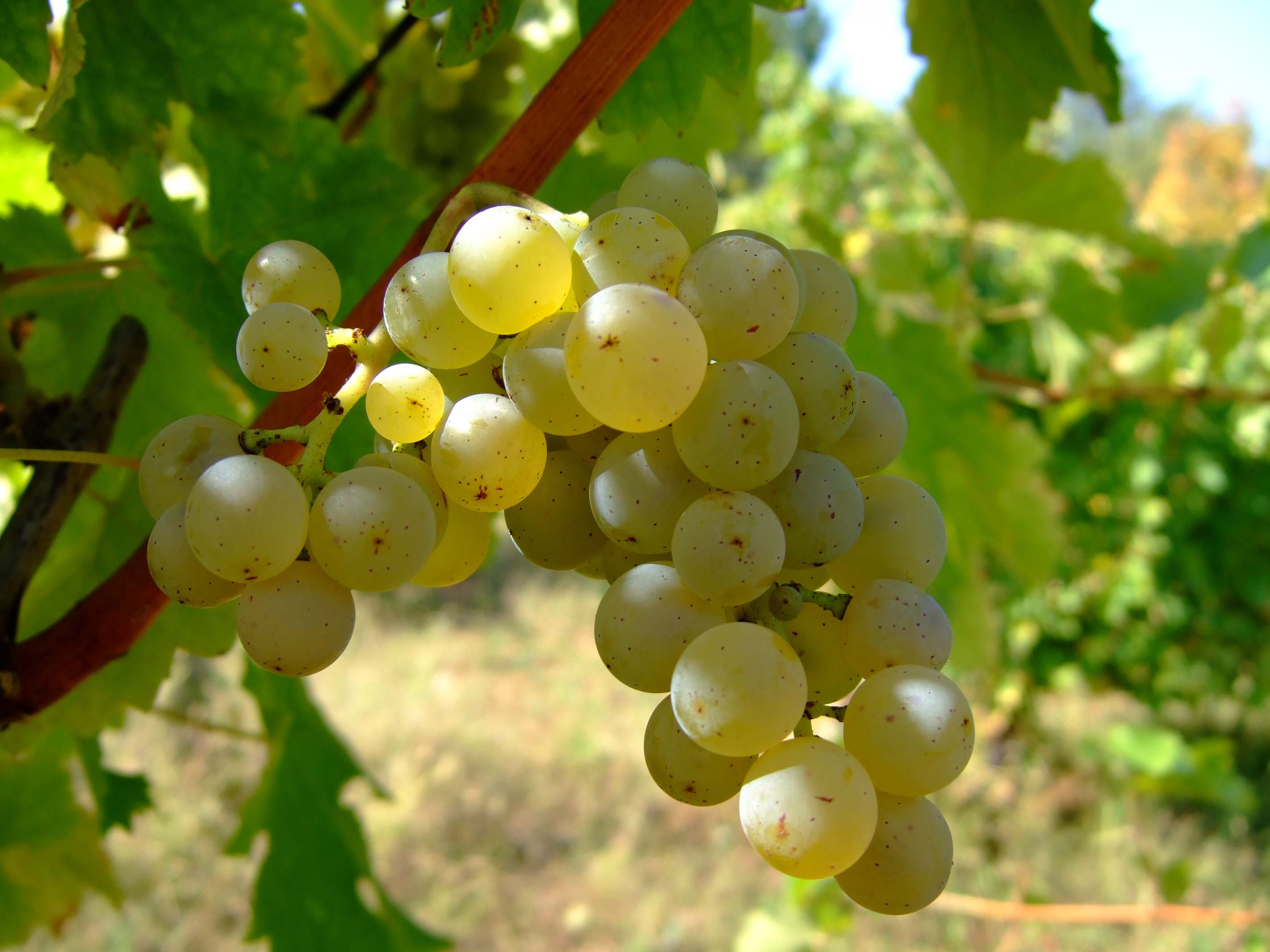
Sauvignon blanc B
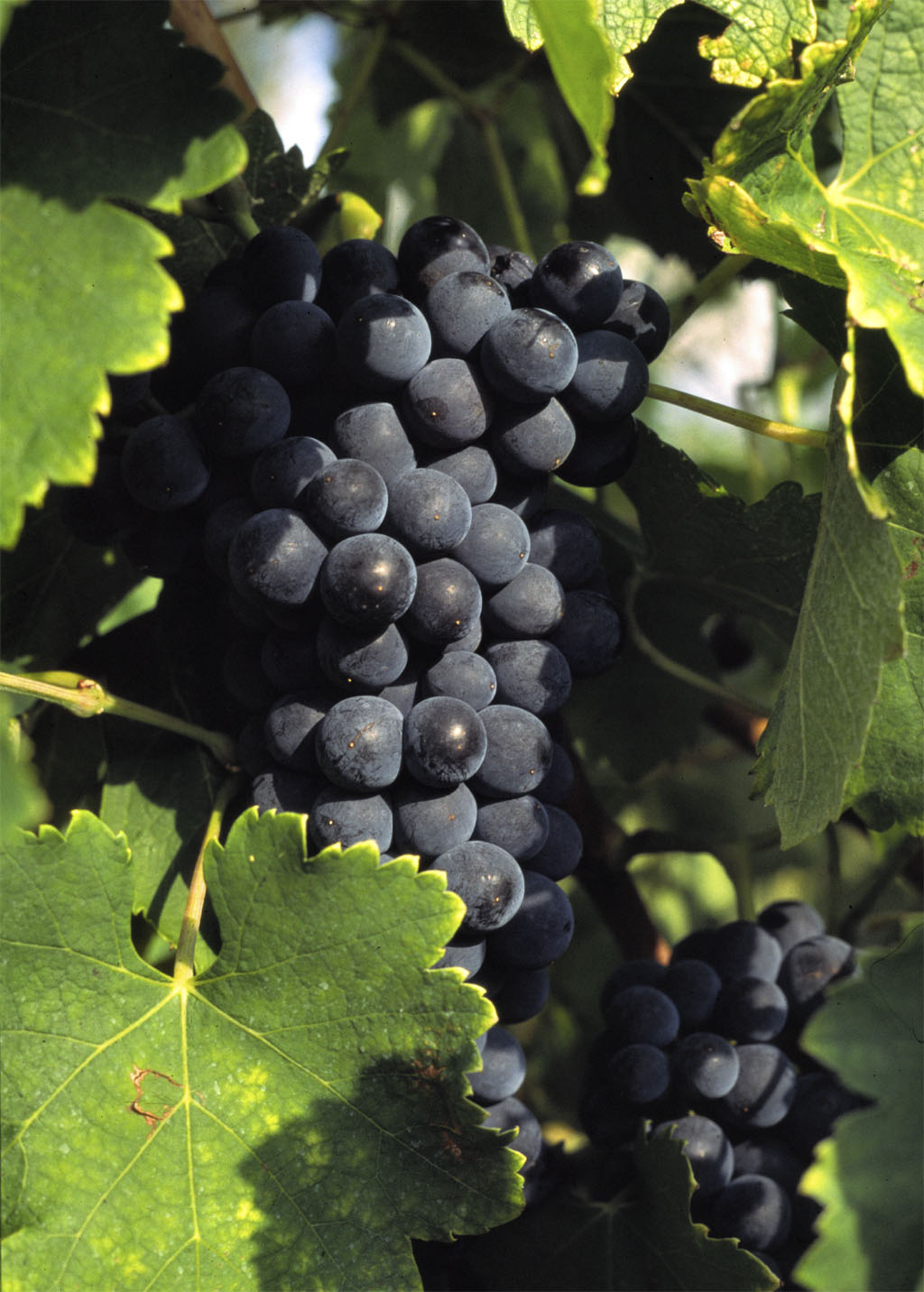
Fer servadou N